# Wasquehal Football
Wasquehal Football é um clube de futebol francês sediado em Wasquehal, no departamento do Norte. Atualmente disputa o Championnat National 2, o quarto nível da pirâmide do futebol francês.

## História

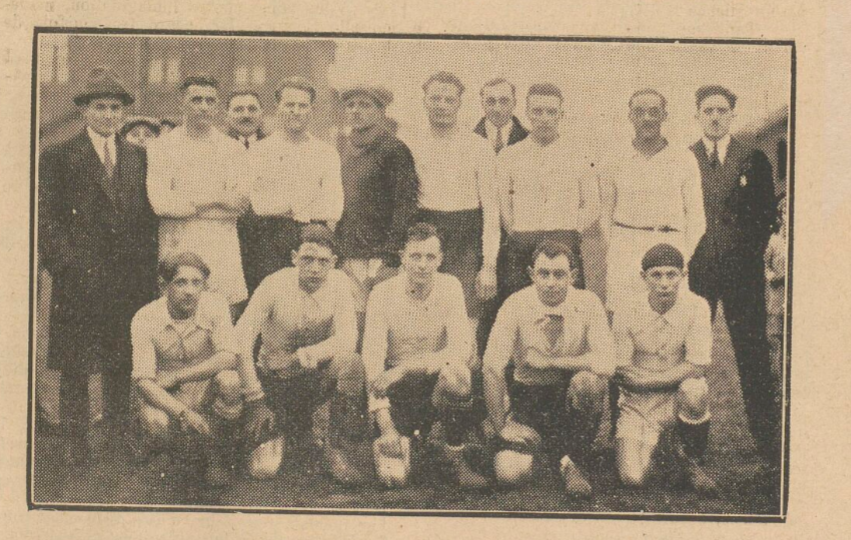
Primeira equipe do Wasquehal, em 1928.

Fundado em 1924 como L'Union Sportive de Wasquehal · , mudou o nome para Entente Sportive de Wasquehal em 1945. Em nível profissional, atuou entre 1997 e 2004, quando chegou a disputar a Ligue 2; seu melhor desempenho foi na temporada 2000–01, quando terminou em 13º. Em 2017 adotou o nome atual.
Na temporada 2020–21 conquistou o acesso ao Championnat National 3.
Até 1997, o Wasquehal mandava seus jogos no estádio Arthur Buyse (fundador do clube), mas utilizou um campo menor, situado próximo ao Stadium Nord Lille Métropole. Desde 2009 utiliza o Complexe Lucien Montagne para seus jogos como mandante.

## Títulos
- Championnat National (Grupo A): 1996–97
- Championnat National 2 (Grupo A): 1994–95
- Championnat National 3 (Grupo D): 2014–15